# Zelotes potanini
Zelotes potanini är en spindelart som beskrevs av Schenkel 1963. Zelotes potanini ingår i släktet Zelotes och familjen plattbuksspindlar. Inga underarter finns listade i Catalogue of Life.